# الأتراك قادمون: سيف العدالة
الأتراك قادمون: سيف العدالة (بالتركية:  Turkler Geliyor Adaletin Kilici)‏ هو فيلم تركي درامي تاريخي من إنتاج محمد بوزداغ بطولة إمري كيفيلجيم، وسردار غوكهان وليفينت اوزديليك وهايال كوسيوغلو وسراي كايا.

## طاقم العمل
- إمري كيفيلجيم بدور المحارب سونغور
- ليفينت اوزديليك بدور الملك لازار
- خيال كوسه أوغلي بدور الينا
- اوغون كابتان أوغلو بدور كاراديتش
- جمال هونال بدور ميلسوفيتشس
- سردار غوكهان بدور المحارب كونور
- ارين فوردم بدور المحارب ارسلان
- سيزجن اردمير بدور افشين
- سراي كايا بدور الأميرة ماريا
- تولجا اكايا بدور المحارب دمير بهلوان
- اتيلا جوزيل بدور المحارب تورهان
- ايغي شيشميوغلو بدور مارا
- بوراك اوزجيفيت ظهر كضيف شرف بدور السلطان محمد الفاتح
- ارسلان بيك سلطان بيكوف ظهر كضيف شرف